# Glen Selbo
Glen L. Selbo (La Crosse, Wisconsin; 29 de marzo de 1926 - Sun City West, Arizona; 29 de mayo de 1995),, fue un jugador de baloncesto estadounidense que disputó una temporada en la NBA. Con 1,90 metros de estatura, jugaba en la posición de Escolta. Ganó en 1947 el premio al mejor jugador de la Big Ten Conference.

## Trayectoria deportiva

### Universidad
Jugó durante cuatro temporadas con los Badgers de la Universidad de Wisconsin, ganando en 1947 el premio al mejor jugador de la Big Ten Conference. En el año 2005 fue incluido en el Salón de la Fama de la universidad a título póstumo, junto otros 6 deportistas, recogiendo el premio su mujer, Bobbye Selbo.

### Profesional
Fue elegido en la segunda posición del Draft de la BAA de 1947, el primero que se celebró en la liga profesional, por Toronto Huskies. A pesar de ello, no debutó en la liga hasta la temporada 1949-50, cuando firmó con los Sheboygan Redskins, un equipo cuyo paso fue efímero por la entonces denominada BAA. Allí sólo jugó 13 partidos, en los que promedió 3,2 puntos y 1,8 asistencias por partido.
Tras aquella corta experiencia, fichó por los Denver Refiners de la NPBL, una liga menor que sólo duró una temporada en acción, donde jugó 30 partidos, en los que promedió 7,8 puntos por noche. Su mejor acuación fue ante los Anderson Packers, anotando 25 puntos el 30 de diciembre de 1950.

## Estadísticas de su carrera en la NBA

### Temporada regular
| Temporada | Edad | Equipo             | Liga | P  | TIT | MIN | TC  | TCA | %TC  | 3P | 3PA | %3P | TL  | TLA | %TL  | R.OF. | R.DEF. | REB | ASIS | ROB | TAP | PER | FP  | PTS |
| 1949-50   | 23   | Sheboygan Redskins | NBA  | 13 |     |     | 0.8 | 3.9 | .196 |    |     |     | 1.7 | 2.2 | .759 |       |        |     | 1.8  |     |     |     | 1.2 | 3.2 |
| Total     |      |                    | NBA  | 13 |     |     | 0.8 | 3.9 | .196 |    |     |     | 1.7 | 2.2 | .759 |       |        |     | 1.8  |     |     |     | 1.2 | 3.2 |

## Fallecimiento
Selbo falleció el 29 de mayo de 1995.